# Raphaël Mirval
Raphaël Mirval (Baie-Mahault, Isla de Guadalupe, 4 de mayo de 1996) es un futbolista de Isla Guadalupe que juega en la posición de delantero y actualmente milita en el US Baie-Mahault de la División de Honor de Guadalupe.

## Carrera

### Club
| Periodo   | Club                  |
| --------- | --------------------- |
| 2015-2017 | Perugia Calcio        |
| 2017      | ASD Villabiagio       |
| 2018–2020 | US Baie-Mahault       |
| 2020–2021 | Solidarité Scolaire   |
| 2021      | Aglianese Calcio 1923 |
| 2021–2022 | Solidarité Scolaire   |
| 2022-2023 | Aglianese Calcio 1923 |
| 2023–2024 | Solidarité Scolaire   |
| 2024-     | US Baie-Mahault       |

### Selección nacional
Mirval debutó con Guadalupe el 23 de marzo de 2018 en la derrota por 0-1 ante Trinidad y Tobago en un partido amistoso. Sus dos primeros goles con selección nacional los anotó el 10 de septiembre de 2019 en la victoria por 3-0 sobre Islas Turcas y Caicos en Providenciales por la Liga de Naciones de la Concacaf 2019-20.